# Transponierendes Instrument
Transponierendes Instrument ist die übliche Bezeichnung für Musikinstrumente, bei denen die Notation nicht in der Tonhöhe erfolgt, die erklingen soll („klingende Notation“), sondern gegenüber dieser um ein jeweils bestimmtes Intervall verschoben (transponiert; von lateinisch transponere, „übersetzen“, hier im Sinne von „auf eine andere Tonhöhe bringen“) ist. Somit stimmt bei transponierenden Musikinstrumenten die notierte  Stimme nicht mit dem tatsächlichen Klang des Instruments überein. Die Beschreibung einer Transposition geht entweder von der Notierung aus (und der Klang ist dann zum Beispiel eine Quarte höher) oder vom Klang (und die Notierung ist dann zum Beispiel eine Quarte tiefer). Aus einer Angabe der Grundstimmung (wie z. B. „Trompete in B“ oder „Horn in F“) auf dem Notenblatt ergibt sich, bezogen auf den Ton C, um welches Intervall der „klingende“ Ton vom notierten Ton abzuweichen hat. (Bei „Klarinette in B“ etwa erklingt statt des notierten c1 ein b0). Für die Blechblasinstrumente wird in der Praxis der Grundton der jeweiligen Grundstimmung als c und alle anderen Töne entsprechend verschoben notiert. Bei Rohrblattinstrumenten gilt das Gleiche hinsichtlich ihrer jeweiligen Grundtonleiter.
Im Allgemeinen nicht transponierende Instrumente (Instrumente, bei denen Klang und Notation einander entsprechen) sind beispielsweise die Mitglieder der Streicherfamilie (Violine, Bratsche, Cello) und Tasteninstrumente (Klavier, Orgel, Akkordeon).

## Zweck der Transposition
Ein Zweck der Transposition ist es, dem Instrumentalisten das Spiel in wechselnden Stimmungen zu erleichtern. Durch die Transposition wird erreicht, dass dasselbe Notenbild stets demselben Griff oder demselben Naturton auf dem Instrument entspricht, z. B. bei Naturhörnern, die die Transposition durch Aufstecken entsprechend gestimmter Bögen erreichen.
Ein anderer Zweck – besonders bei der Oktavierung – ist es, das Notensystem ohne allzu viele Hilfslinien zu nutzen. Die oktavierte Notation wird daher für besonders hoch oder tief klingende Instrumente verwendet. Sie wird durch die Zahl 8 (international ggf. mit dem Zusatz va. für 'ottava') über oder unter dem Notenschlüssel für eine Oktave bzw. die Zahl 15 für die Spielweise zweier Oktaven höher oder tiefer kenntlich gemacht.

## Beispiele für transponierende Instrumente
Oktavierende Instrumente:
- zwei Oktaven höher klingend als notiert: Garkleinblockflöte, Crotales, Glockenspiel (variiert von Partitur zu Partitur, teilweise auch nur um eine Oktave höher klingend)
- eine Oktave höher klingend als notiert: Piccoloflöte, Blockflöten in den Lagen Sopranino und Sopran, Krummhörner, Cornamusen und Kortholte in den Lagen Alt und Tenor, alle notiert im Violinschlüssel; Blockflöten in den Lagen Bass und Großbass, notiert im Bassschlüssel; Glockenspiel und Celesta, notiert in Violin- und Bassschlüssel (wie Klavier)
- eine Oktave tiefer klingend als notiert: Gitarre, Laute, Heckelphon, notiert im Violinschlüssel; Kontrabass, E-Bass und Kontrafagott, notiert im Bassschlüssel. Hinzu kommt die Tenor-Gesangsstimme, wenn sie im Violinschlüssel notiert ist.

Im engeren Sinn sind transponierende Instrumente solche, die um ein anderes Intervall als die Oktave transponieren:
- nach oben:
  - Sopran-Klarinette (Kleine Klarinette) in Es, klingt eine kleine Terz höher als notiert
  - Trompete in D bzw. Kleine Trompete in D, klingt eine große Sekunde höher als notiert
  - Great Highland Bagpipe Grundton B, wird aber in A (ohne Vorzeichen!) notiert, klingt also eine kleine Sekunde höher als notiert
  - Quint-, Quart- und Oktavfagotte (Fagottino), klingen eine Quarte/Quinte/Oktav höher als notiert
- nach unten:
  - Klarinette / Trompete / Flügelhorn / Sopransaxophon in B, klingen eine große Sekunde tiefer als notiert
  - Oboe d’amore / Klarinette in A, klingen eine kleine Terz tiefer als notiert
  - Altflöte in G, klingt eine Quarte tiefer als notiert
  - Altsaxophon  / Horn / Althorn / Es-Trompete in Es, klingen eine große Sexte tiefer als notiert
  - Tenorsaxophon / Bassklarinette / Basstrompete / Tenorhorn in B, klingen eine große None tiefer als notiert
  - Baritonsaxophon in Es, klingt eine große Tredezime tiefer als notiert
  - Horn (Waldhorn) / Englisch Horn in F, klingen eine Quinte tiefer als notiert. Es gibt bei anderen Hörnern aber auch andere Notationen (z. B. verschiedene Formen des Bügelhorns). Das Parforcehorn in B klingt eine große None tiefer als notiert, das Parforcehorn in Es eine große Tredezime tiefer als notiert. Sonstige Naturhörner werden meist „in C“, d. h. in der klingenden Tonhöhe notiert.

Der Umstand, dass die meisten Blechblasinstrumente die Grundstimmung B haben, wirkt sich auf ganze Musikrichtungen aus. Beispielsweise sind im New Orleans Jazz und Dixieland-Jazz Stücke bevorzugt in Tonarten wie B-Dur oder den im Quintenzirkel benachbarten Tonarten F-Dur oder Es-Dur gesetzt. Dadurch können die Instrumentalisten leicht Melodie und Begleitung in bequemen Griffweisen spielen, ohne dass die Virtuosität durch rein mechanische Anforderungen an Ventilkombinationen, Griffe und Züge behindert wird.
Bis zur Wiener Klassik wurden die Pauken meistens transponierend notiert. Da das übliche Paukenpaar auf den Grundton und die Oberquinte gestimmt wurden, benutzte man in der Notation nur die Töne C und G. Die Anweisung zur entsprechenden Stimmung findet sich auch hier zu Beginn des Parts.
Hier anschaulich dargestellt:

Spielt eine B-Trompete den in transponierter „B-Notation“ als C notierten Ton, so muss auf einem Klavier das B angeschlagen werden, damit derselbe Ton erklingt. Spielt das Es-Saxophon „sein“ C in „Es-Notation“, so ist derselbe Ton in klingender Notation, wie beispielsweise auf dem Klavier, das Es.
|                       | Notierung gleich klingender Töne bei transponierenden Instrumenten |         |   |        |         |   |         |   |        |         |       |         |
| Klavier nicht transp. | C                                                                  | Cis Des | D | Dis Es | E       | F | Fis Ges | G | Gis As | A       | Ais B | H       |
| Trompete in B         | D                                                                  | Dis Es  | E | F      | Fis Ges | G | Gis As  | A | Ais B  | H       | C     | Cis Des |
| Horn in F             | G                                                                  | Gis As  | A | Ais B  | H       | C | Cis Des | D | Dis Es | E       | F     | Fis Ges |
| Saxophon in Es        | A                                                                  | Ais B   | H | C      | Cis Des | D | Dis Es  | E | F      | Fis Ges | G     | Gis As  |

## Ältere Orchesterwerke
Gelegentlich benutzen Orchester sehr altes Notenmaterial, in dem noch Naturtrompeten, -hörner usw. vorgesehen waren. Diese Naturinstrumente konnte der Spieler während der Aufführung je nach Angabe auf dem Notenblatt wechseln oder durch Austausch von Rohrbögen umstimmen; die Noten sind dann ebenfalls wechselnd, für das jeweils angegebene Instrument passend, transponiert. Heute werden solche Bläserstimmen aber durchgehend auf ein und demselben modernen Instrument gespielt.

## Klingende Notation
- Posaunenchöre spielen üblicherweise aus der sogenannten Kuhlo- oder C-Notation, benannt nach Johannes Kuhlo. Bei dieser sind alle (üblicherweise vier) Stimmen in mit Akkolade zusammengefassten Notensystemen in einer Partitur angegeben. Die Bläser spielen unabhängig von der Grundstimmung ihres Instruments den notierten Ton klingend[1] (Ausnahme: Tuba-Register, dieses hat eine Oktave nach unten zu oktavieren). Der Vorteil dieser Notationsart besteht darin, dass Posaunenchöre Sätze direkt aus Gesangbüchern und Noten für Gesangschöre spielen können.
- Blockflöten sind in C oder F gestimmt, werden aber traditionell klingend notiert. Ein Spieler muss so unterschiedliche Griffe für C- und F-Instrumente lernen.